# Jules Flandrin
Pour les articles homonymes, voir Flandrin.
Jules Léon Flandrin est un peintre et graveur français, né le 9 juillet 1871 à Corenc, où il est mort le 25 mars 1947.

## Biographie
Il eut comme compagne Jacqueline Marval et épousa Henriette Deloras dont il eut un fils.
Il est inhumé au cimetière Saint-Roch de Grenoble (Isère).

## Pratique artistique
Dans ses œuvres, Flandrin recherche la pureté des lignes et l'équilibre de la composition.
Il est membre de l'Académie du Bois Joli.

## Expositions
Une exposition a été organisée en novembre 2008 au musée de l'Ancien Évêché intitulée Jules Flandrin. Examen sensible. Œuvres de 1889 à 1914.

## Œuvres
Ses œuvres sont présentes au musée de Grenoble, mais aussi dans de nombreux musées français, ainsi qu'à Tokyo, New York et Luxembourg.
Depuis 2015, le musée dauphinois compte les autochromes du fonds Jules-Flandrin parmi ses collections.

### Tableaux dans les collections publiques
- La piazza, petite place en Italie, huile sur toile, 48 × 65 cm, dépôt du musée d'Orsay, Gray (Haute-Saône), musée Baron-Martin.
- La Grande Odalisque (d'après Ingres), 1903, huile sur toile, 91 x 160 cm, Montauban, musée Ingres-Bourdelle[5].

Tableaux de Jules Flandrin (classés par date)
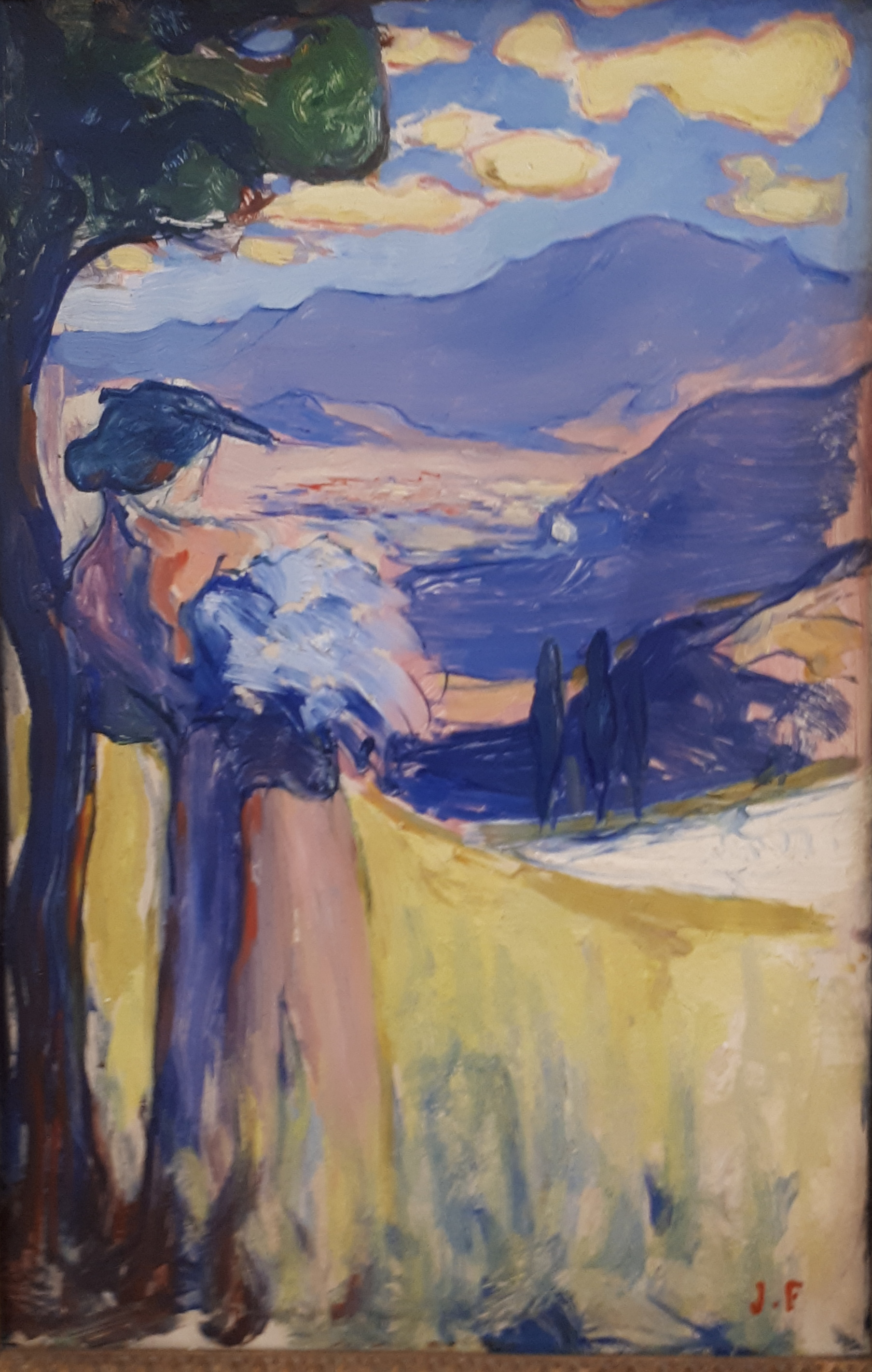
Femme au bouquet devant le Moucherotte (Jacqueline Marval) (vers 1897), Musée de Grenoble
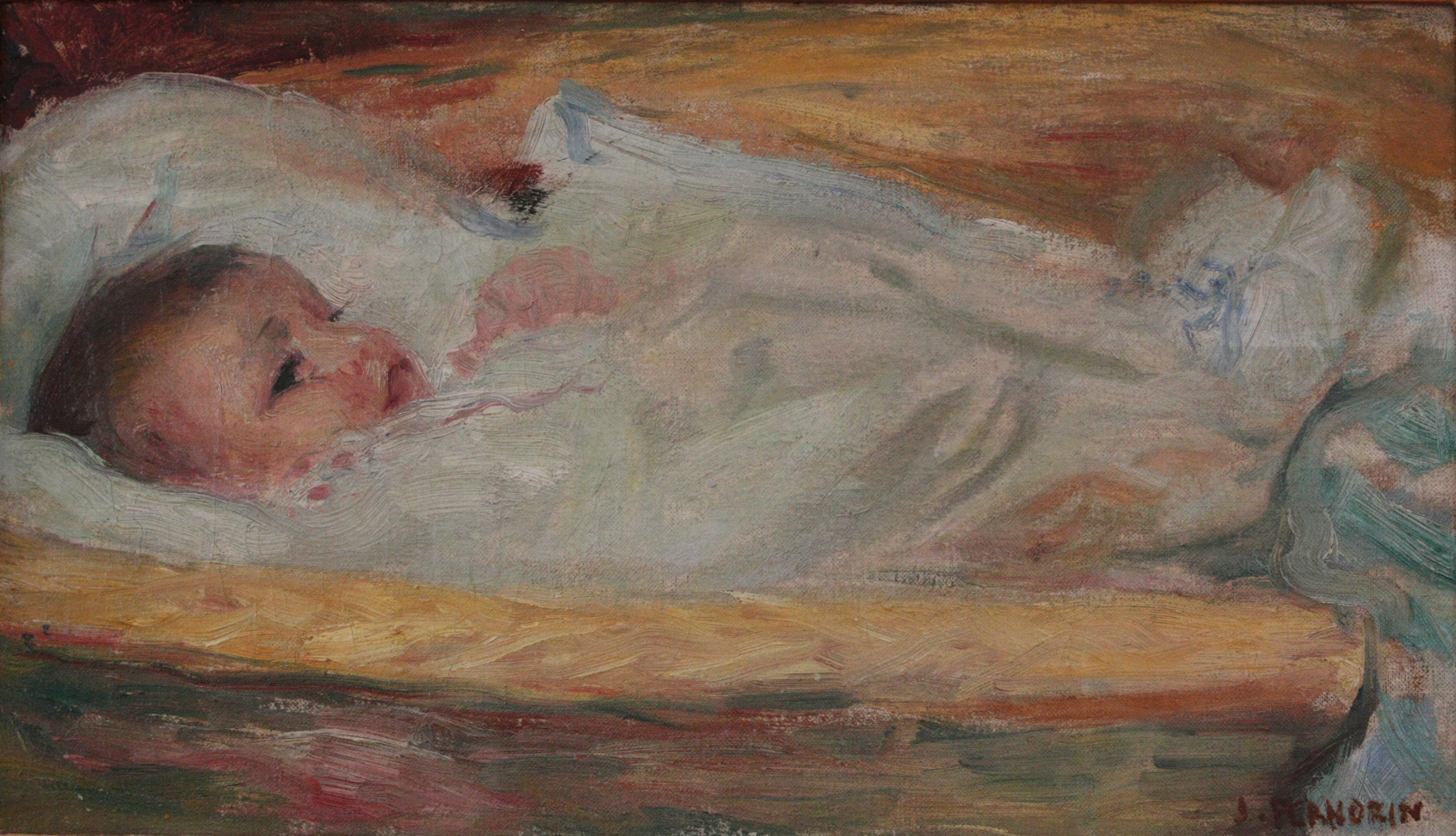
Rorot bébé (1898), Musée de Grenoble
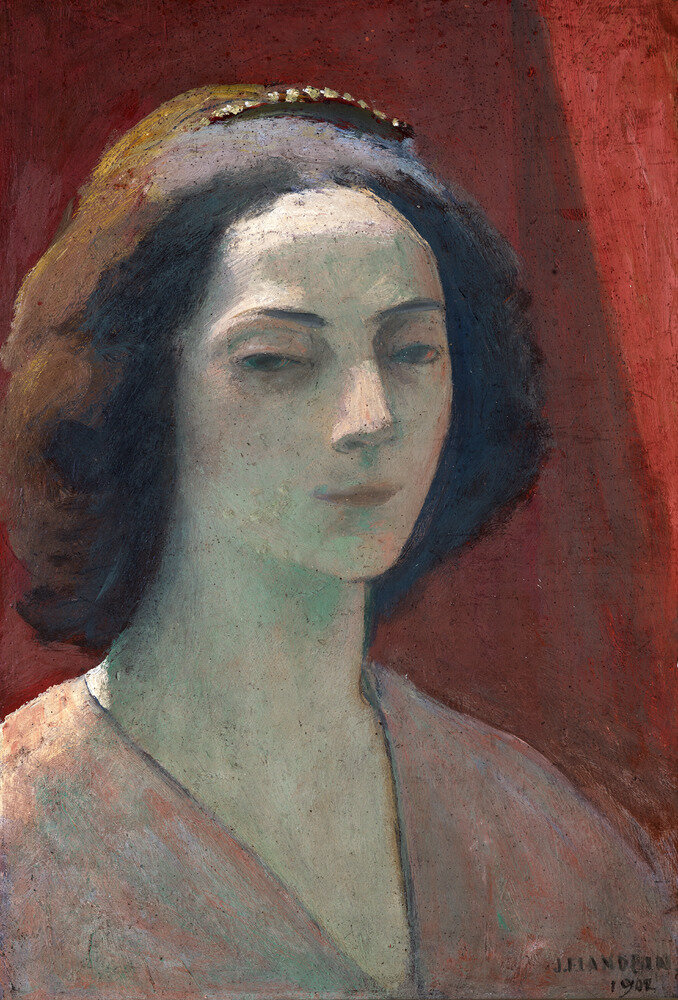
Portrait de Jacqueline Marval (1907), Musée de Grenoble
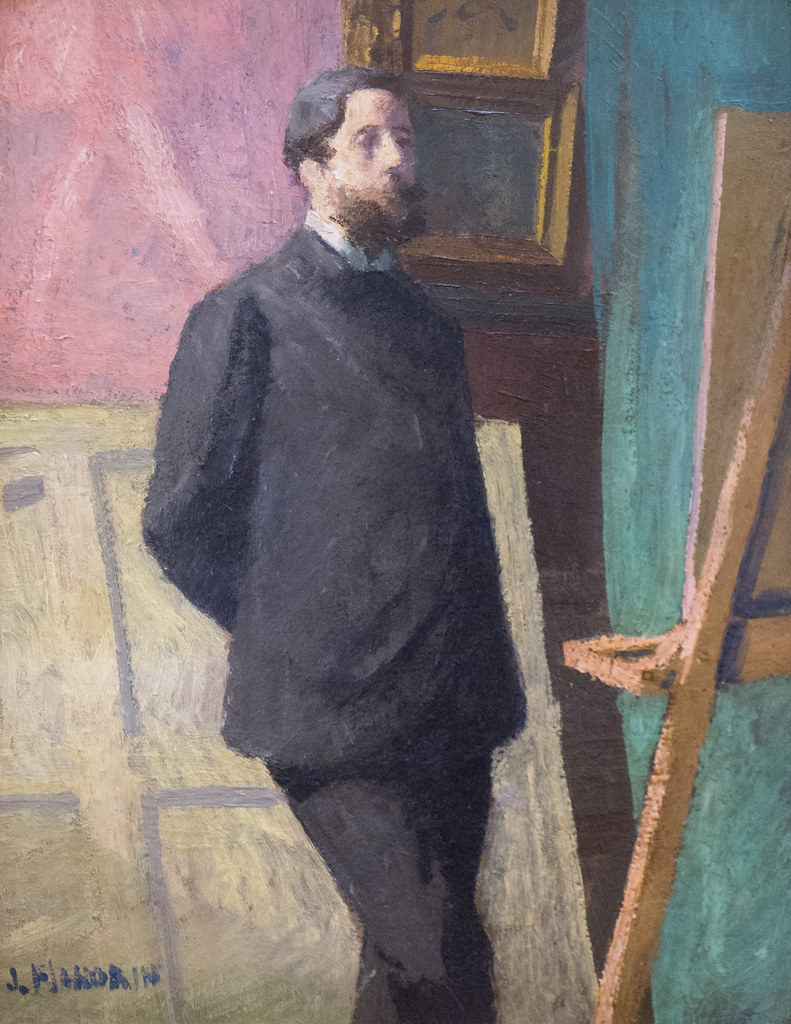
Mon portrait (1909), Musée de Grenoble
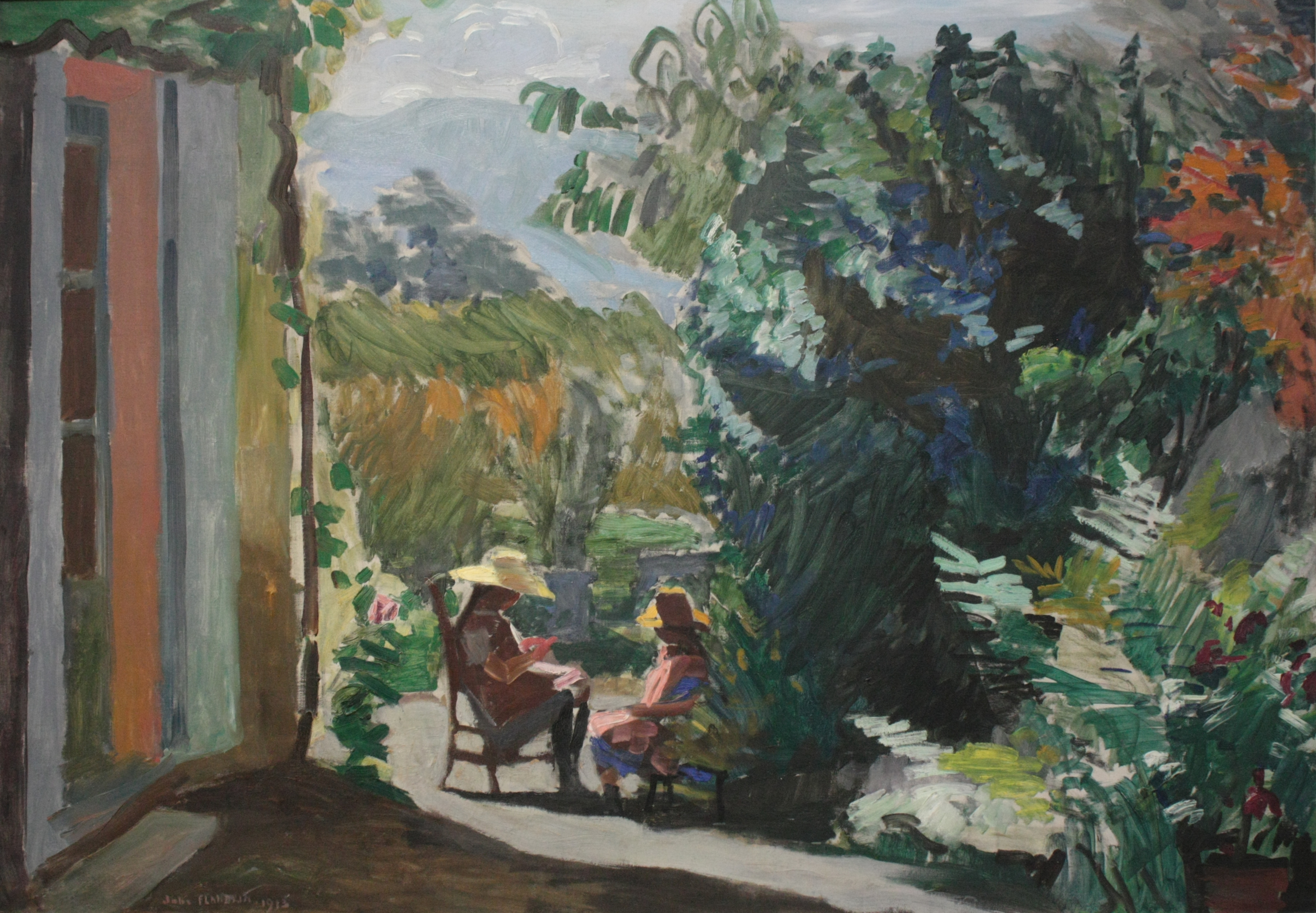
Jardin ensoleillé (1913), huile sur toile, Pau, musée des Beaux-Arts
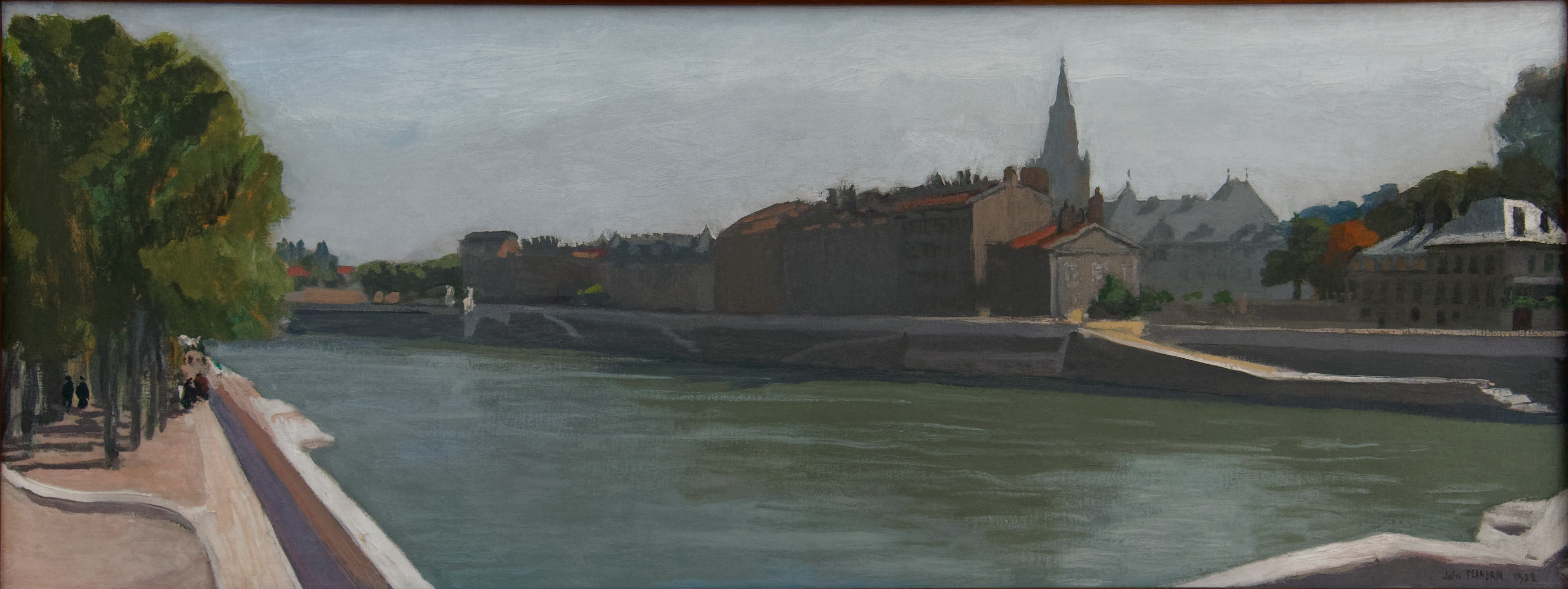
Les quais de l'Isère (1922), Musée de Grenoble
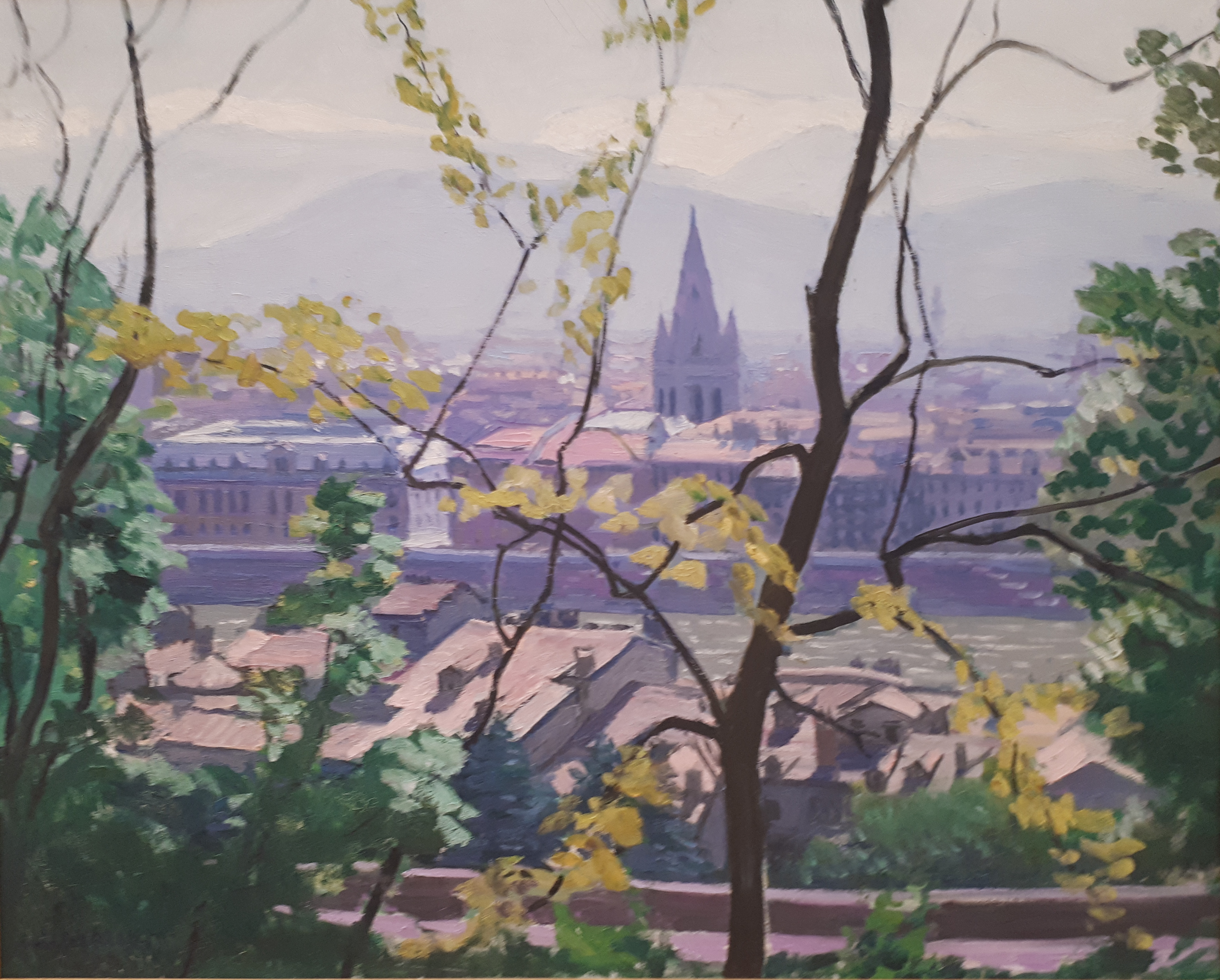
Les quais de l'Isère vus de la montée du Rabot (1928), Musée de Grenoble
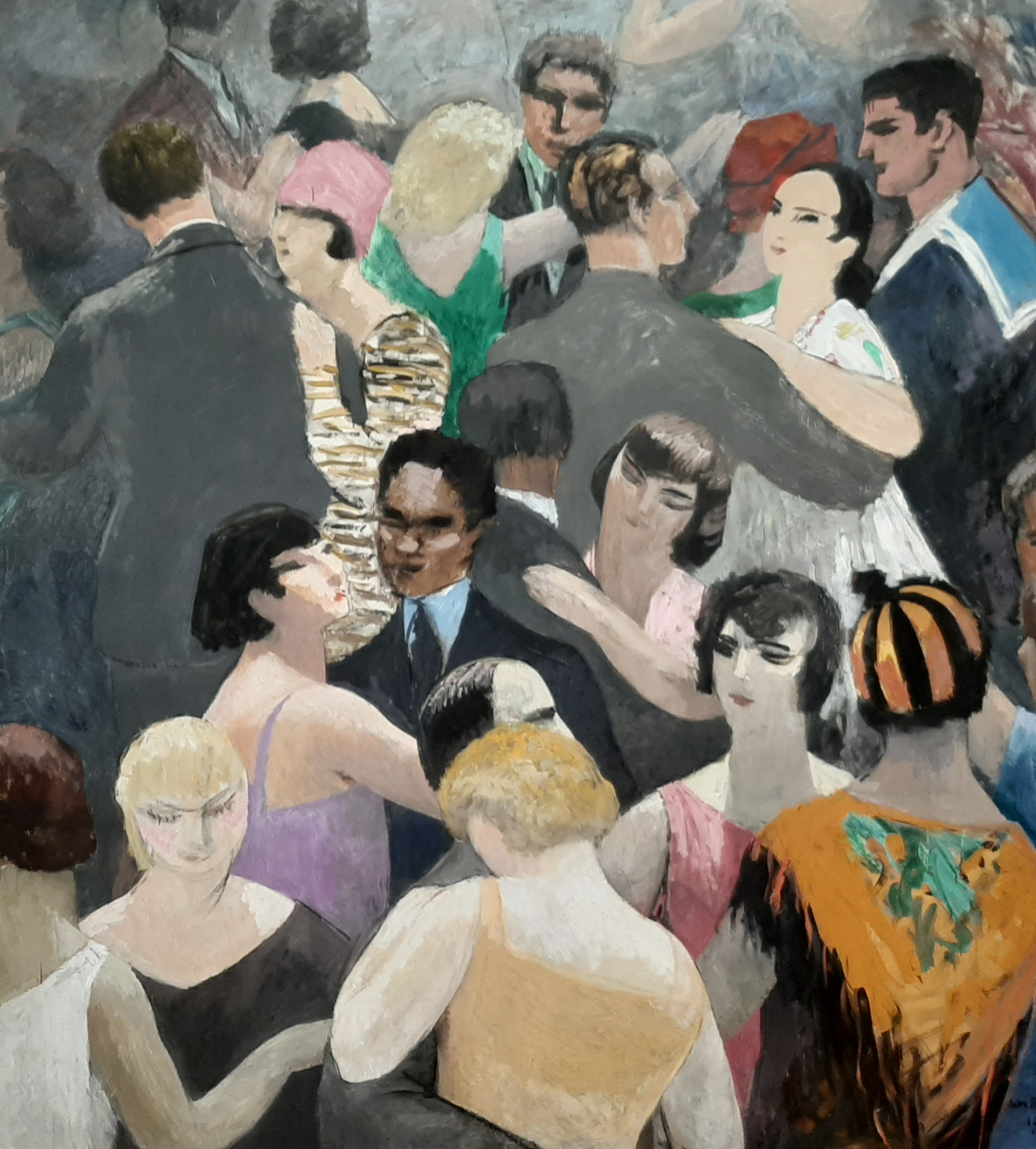
Le bal Bullier (1931), Musée de Grenoble
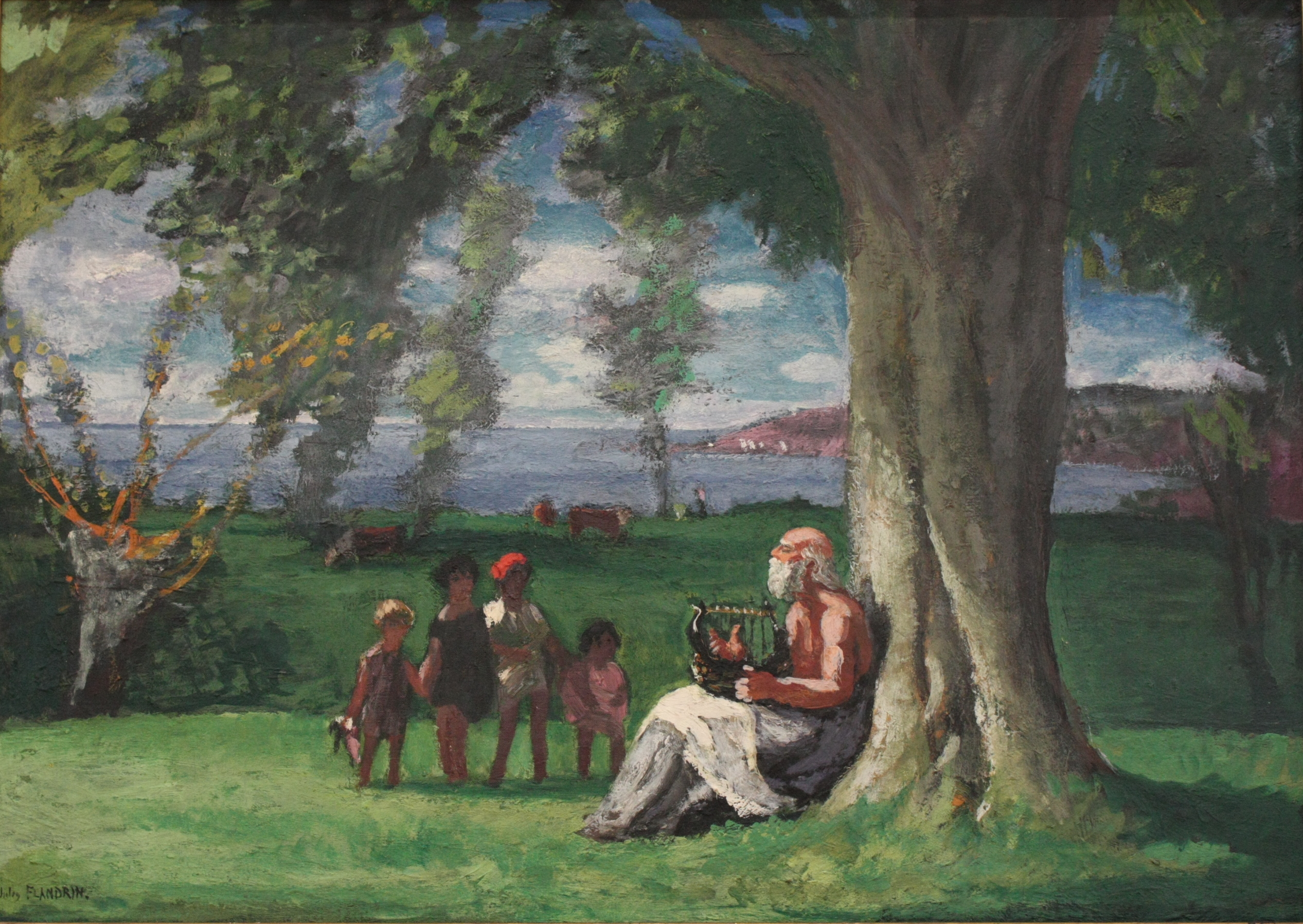
Homère et les bergers (1932), Musée de Grenoble
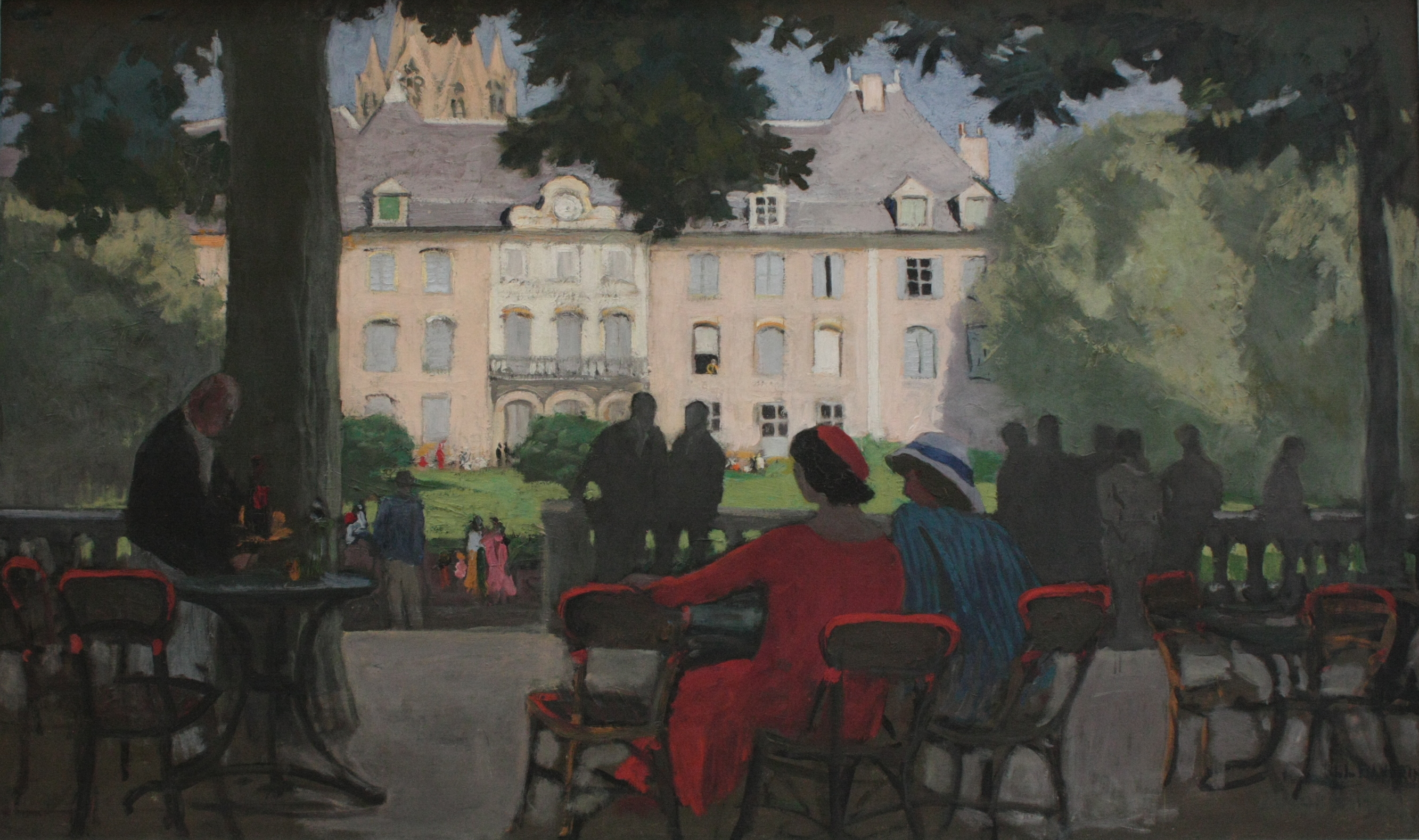
Terrasse du Jardin de ville (1932), Musée de Grenoble

## Portraits de l'artiste
- Albert Braut, Portrait de Jules Flandrin, sans date, huile sur toile, 65 x 53,8 cm, Grenoble, musée de Grenoble (inv. MG 2079)[7].